# Ochronose
Ochronose is een syndroom dat veroorzaakt wordt door ophoping van homogentisinezuur in de bindweefsels. Het werd voor het eerst beschreven door Rudolf Virchow in 1865. De aandoening is vernoemd naar de okergele (ochre) verkleuring van het weefsel die te zien is onder de microscoop. Macroscopisch gezien lijken de aangetaste weefsels echter blauwgrijs, vanwege het lichtverstrooiende fenomeen dat bekend staat als het Tyndall-effect. Ochronose wordt meestal geassocieerd met alkaptonurie, maar kan ook optreden door toediening van bepaalde fenolcomplexen zoals hydrochinon. 

## Typen
Er zijn twee typen ochronose: endogene- en exogene ochronose. De endogene variant is een autosomaal-recessieve aandoening die wordt veroorzaakt door het onwerkzame enzym homogentisaatoxidase. Exogene ochronose is een vermijdbare vorm van dermatitis die kan worden veroorzaakt door fysiek contact met verbindingen als hydrochinon of fenolen. Ochronose die veroorzaakt wordt door hydrochinon werd in 1975 door Findlay ontdekt, die de aandoening vaststelde bij patiënten die huidcrèmes gebruikten waarin de verbinding was aangetoond.
Men onderscheidt drie klinische stadia van exogene ochronose:
- Erytheem en lichte hyperpigmentatie
- Hyperpigmentatie en "kaviaarachtige" laesies
- Papulonodulaire laesies

## Behandeling
Exogene ochronose door hydrochinon is een vermijdbare huidaandoening die zeer moeilijk te behandelen is, waardoor men zich voornamelijk richt op preventie. Sommige onderzoeken hebben  echter aangetoond dat behandeling mogelijk is met een Q-switched alexandriet-laser (755 nm). Patiënten met exogene ochronose worden geadviseerd om te stoppen met het gebruik van hydrochinonhoudende middelen. Het is belangrijk dat men hier bewust van is, omdat dermatologen kunnen denken dat het om een melasma gaat en hiervoor een hydrochinonbevattende crème voorschrijven.